# Möll
De Möll is een rivier die door het Mölltall in Oostenrijk stroomt. De rivier ontspringt nabij de hoogste berg van Oostenrijk, de Großglockner, en mondt 80 km verder uit in de Drau bij Möllbrücke.
In haar bovenloop is de Möll afgedamd ten zuidoosten van de Pasterzegletsjer en vormt daar het Margaritzenstuwmeer, waar een deel van het water naar het stuwmeer bij de waterkrachtcentrale bij Kaprun wordt geleid. Verderop is de Möll afgedamd bij Gößnitz waar het Gößnitzerstuwmeer is gevormd, alsook bij Rottau. Het resterende water stroomt door de stuw van de energiecentrale Malta bij Möllbrücke en vervolgens in de Drau.
- Virtual International Authority File: 236539478
- WorldCat: E39PBJvxxqQt663yVXjRtygBT3